# Gorge du Chauderon
Pour les articles homonymes, voir Chauderon (homonymie).
La gorge du Chauderon est une gorge située sur la commune de Montreux, le long de la Baye de Montreux, dans le canton de Vaud, en Suisse.

## Géographie

### Situation
La gorge, longue de 400 mètres, se situe dans l'est du canton de Vaud, à une altitude variant de 1 503 à 372 mètres, sur une superficie de 2,478 km2.

### Géologie
La gorge du Chauderon est principalement constituée de dépôts morainiques de l'Hettangien et d'un peu de tuf et de calcaire du Quaternaire.

## Activités

### Randonnée
Le sentier des Narcisses longe la gorge de la gare de Montreux aux rochers de Naye.